# 牛莉
牛莉（1972年5月1日—），中華人民共和國女演员，出生于河北省石家莊的一个运动员世家。1986年取得全国第一届女子花样游泳团体冠军，1990年取得中国人民解放军全军女子射击冠軍，因此在体坛有所名气。後來于中国人民解放军艺术学院畢業，因而踏入了演艺圈。

## 影视作品

### 电影
| 年     | 剧名               | 角色     | 备注 |
| ------ | ------------------ | -------- | ---- |
| 1991年 | 《大决战》         | 小新娘   |      |
| 1994年 | 《弹道无痕》       | 铁匠女儿 |      |
| 1996年 | 《归国留学生》     | 童京京   |      |
| 1998年 | 《岁岁平安》       | 华梅     |      |
| 1999年 | 《宏志班的故事》   | 李平平   |      |
| 2017年 | 《幸福马上来》     |          |      |
| 2023年 | 《不要走散好不好》 | 周爱芳   |      |

### 电视剧
| 年     | 剧名               | 角色         | 备注 |
| ------ | ------------------ | ------------ | ---- |
| 1992年 | 《中国蓝》         | 京京         |      |
| 1992年 | 《该为谁辩护》     | 小妹         |      |
| 1992年 | 《股市人生》       | 洋洋         |      |
| 1992年 | 《中尉的家事》     | 中尉的未婚妻 |      |
| 1993年 | 《托起太阳的人》   | 团长女儿     |      |
| 1993年 | 《阿拉善亲王》     | 公主         |      |
| 1993年 | 《边区灯火》       | 红军战士     |      |
| 1994年 | 《下海的日子》     | 公关小姐     |      |
| 1994年 | 《兄弟》           | 王畅         |      |
| 1994年 | 《我爱我家》       | 小林         | 客串 |
| 1995年 | 《龙头老大》       | 袁洋卿       |      |
| 1995年 | 《爱情进修》       | 锡克         |      |
| 1995年 | 《办案四人组》     | 何美华       |      |
| 1995年 | 《其实男人最辛苦》 | 妹妹         |      |
| 1995年 | 《重案探组》       | 秦小乔       |      |
| 1996年 | 《尘缘》           | 宋玫玫       |      |
| 1996年 | 《真心无悔》       | 韩梅梅       |      |
| 1996年 | 《空港塔台》       | 欧洋红       |      |
| 1996年 | 《同乡姐妹》       | 吴金兰       |      |

- 1997年《玫瑰依然红》饰 柳格
- 1997年《大贪官和绅》饰 玉莲
- 1997年《笑傲苍穹》饰 工程师
- 1997年《正经人家》饰 婉茹
- 1998年《离婚》饰 十三妹
- 1998年《还看今朝》饰 李毅敏
- 1998年《老大是咱妈》饰 章敏
- 1998年《千里追踪情未了》饰 肖玉

央视版《水浒传》（饰 潘巧云）
- 《生死之间》

《不该出示的黄牌》《我爱我家》《家有仙妻》《老军堂》《飞来横福》《拔河队》
《中国餐馆》　
- 1999年《咱老百姓》饰 丽丽
- 1999年《壮志凌云》饰 姚尉兰
- 1999年《聊斋先生》饰 颜如玉、圣花
- 1999年《怦然心动》饰
- 2000年《阿法和他的儿子》饰
- 2000年《偷龙转凤》饰 秦采青
- 2008年《闯关东》饰 那文
- 2011年《搞笑一家人(中国版)》饰 白梦
- 2012年《房战》
- 2013年《宝贝》
- 2014年《军婚》
- 2014年《老农民》飾 燈兒
- 2015年《白云飘飘的年代》
- 2015年《麻辣芳邻》
- 2016年《我的继父是偶像》饰 譚麗銘（客串）
- 2017年《向幸福奔跑》(原名《麻辣女友的幸福时光》，2012年拍攝) 饰 林芳
- 2018年《美好生活》饰 小白
- 2019年《小幸福》饰 罗美娟
- 2019年《热爱》饰 萬山紅
- 2019年《精英律师》饰 何壁(客串)
- 2020年《如果岁月可回头》饰 佘麗萍
- 2020年《什刹海》饰 陈惠心(客串)
- 2021年《民警老林的幸福生活》饰 宋茹(客串)
- 2022年《一代洪商》（2018年拍攝）饰 净月(客串)
- 2022年《林深见鹿》饰 林绍静(客串)
- 2023年《平凡之路》饰 唐美艷(客串)
- 2024年《不讨好的勇气》(网络剧)饰  李冬梅
- 2024年《亲爱的你》（2020年拍攝）饰 宋观望
- 待播《冬去春来》

### 话剧
- 1997年6月《豪情盖天》

## 個人獎項及評選
- 1986年 全国第一届女子花样游泳团体冠军
- 1990年 全军女子射击冠军
- 2002年 金鹰奖最佳女演员提名
- 2002年 飞天奖最佳女演员提名
- 2003年 春节联欢晚会小品演出获得一等奖
- 2005年 春节联欢晚会小品演出获得一等奖
- 2006年 春节联欢晚会小品演出获得二等奖
- 2007年 春节联欢晚会小品演出获得三等奖